# Exposition universelle d'Anvers de 1894
L’Exposition universelle d'Anvers de 1894 (néerlandais : Wereldtentoonstelling van 1894) est la douzième exposition universelle organisée à Anvers, en Belgique, du 5 mai au 5 novembre 1894. C'est la deuxième fois que la ville flamande d'Anvers accueille une exposition universelle depuis celle de 1885. L'exposition a pour thèmes principaux la Révolution Industrielle et la colonisation du Congo belge avec la reconstruction d'un village congolais pour l'occasion. L'Exposition universelle, internationale et coloniale de Lyon en France est organisée en même temps avec pour thème la promotion de l'Empire colonial français. 

## Historique
Le but de cette exposition universelle était avant tout une démonstration de prestige voulue par le gouvernement et le roi des Belges Léopold II pour promouvoir à la fois les progrès de l'industrialisation dans le pays — réaffirmer la place prédominante du port d'Anvers et les « travaux de civilisation » accomplis dans la colonie du Congo. L'organisation de l'exposition représenta 4,15 millions de francs belges, dont 500 000 francs furent parrainés par la municipalité.

## Pays participants
25 pays au total participèrent à cette exposition universelle. En italique sont indiqués les colonies participantes :
| Continent | Pays |
| --------- | --- |
| Europe    | Autriche-Hongrie, Bulgarie, Danemark, Empire russe, Royaume d'Espagne, France, Grèce, Italie, Luxembourg, Pays-Bas, Royaume de Portugal, Roumanie, Royaume-Uni, Suisse, Suède-Norvège |
| Asie      | Empire de Chine, Empire Ottoman, Perse, Indes orientales néerlandaises |
| Afrique   | État indépendant du Congo, République sud-africaine |
| Amériques | Mexique, États-Unis d'Amérique |

## Exposition
Le prix d'entrée était d'un franc : alors que le salaire journalier d'un ouvrier était de 2, 50 BEF, le public ciblé était plutôt celui de la bourgeoisie et des familles aisées pour qui la démonstration de la puissance industrielle et coloniale belge était faite.

### Exposition coloniale

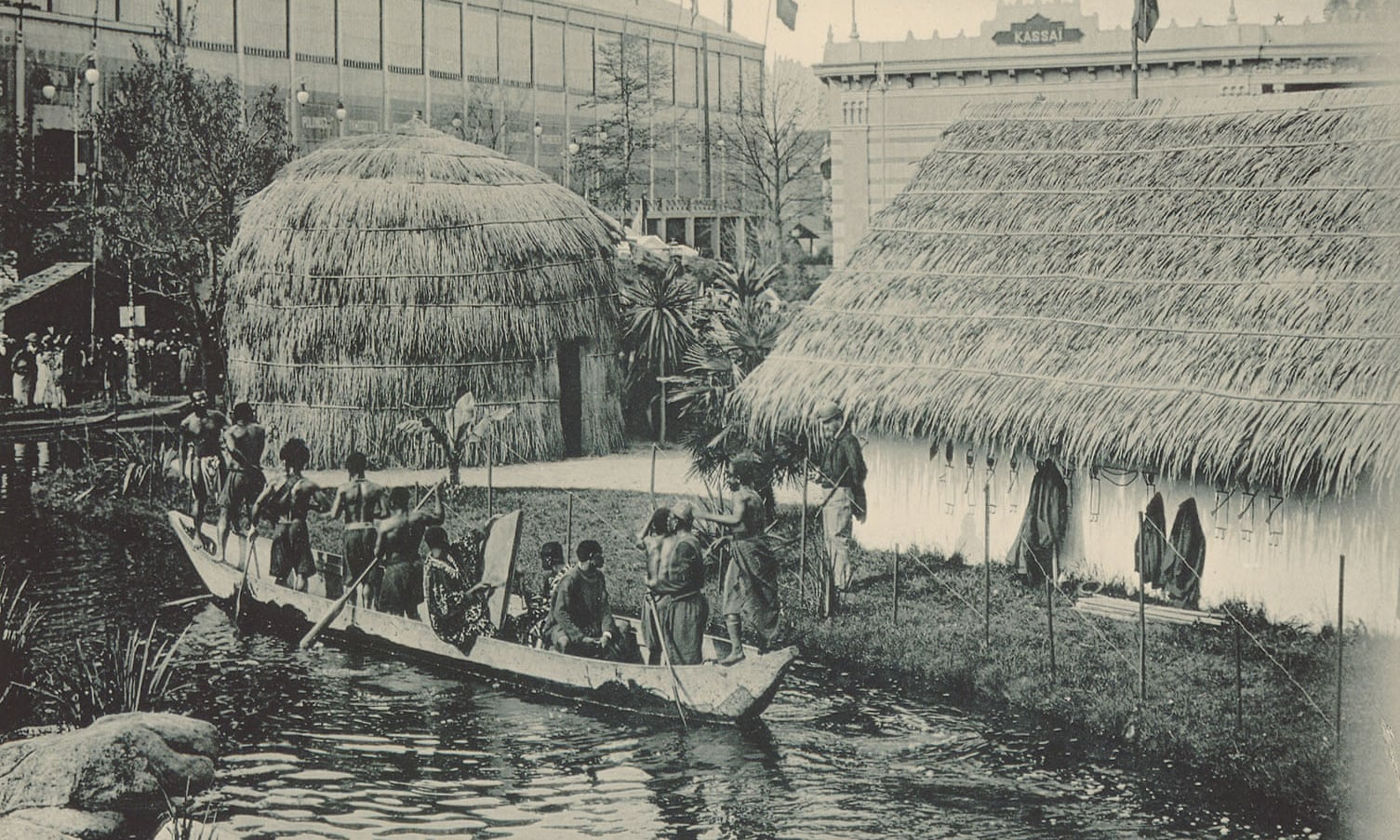
« Village congolais » considéré comme un zoo humain.

Un village congolais exposant des habitants et des éléments authentiques fut mis sur pied pour faire la promotion du commerce colonial du Congo. Les Congolais y devaient manifester leurs activités quotidiennes considérées comme « primitives ». Sur les 144 personnes exposées, 44 sont tombées malades et huit sont mortes.
L'ivoire importé du Congo sert à la réalisation de plusieurs statues très appréciées, comme le relate cet article d'Alphonse-Jules Wauters dans Le Congo Illustré : 
« Les dix-neuf spécimens de sculptures en ivoire exécutés par quelques-uns de nos meilleurs statuaires, et exposés à Anvers d’abord, au Cercle artistique de Bruxelles ensuite, méritent de nous occuper un instant comme un attrayant essai de renaissance d’une matière un peu oubliée, mais qui, à toutes les époques et dans toutes les écoles artistiques, a eu une vogue réelle et a laissé dans tous les musées d’Europe des spécimens qui constituent de curieuses et attrayantes collections.»

### Exposition industrielle
Un quartier historique du Vieil Anvers fut intégralement récréé par l'architecte Eugène Geefs et le peintre Frans Van Kuyck de l'Académie royale des beaux-arts d'Anvers. Lié à l'âge d'or d'Anvers au XVIe siècle, cette exhibition n'était pas seulement l'expression de la nostalgie de cet âge d'or mais cherchait aussi à souligner l'importance d'Anvers en tant que ville d'art. Les résidents temporaires du quartier, issus de la bourgeoisie francophone, devaient communiquer dans cette langue afin de préserver la véracité de l'ensemble de l'événement, alors que le français était la langue officielle du Royaume de Belgique et celle privilégiée par la bourgeoisie belge de l'époque. La charpente des maisons était faite exclusivement de bois, recouverte de carton extrêmement résistant, sur lequel les blasons et enseignes, briques et autres étaient ensuite peints de manière très réaliste. Pendant la journée, il y avait des habitants qui exerçaient un métier typique de l'époque en se promenant dans des vêtements eux aussi d'époque.

### Pavillons
Les pavillons construits dans le quartier Waalse Kaai (français : Quai-de-Wallonie) furent les Halles des Machines et de l'Électricité (non sans rappeler les précédents Palais de l'Industrie de l'Exposition Universelle à Paris de 1855 ou celui de Vienne de 1873), le Palais du Congo, un bazar indien, un théâtre chinois, un village de la Nouvelle-Angleterre, une ferme californienne, un ballon dirigeable, une galerie historique et un aquarium dans le sous-sol du Musée Royal des Beaux-Arts.  Les pavillons des délégations européennes étaient installés au sud, au niveau de l'actuelle Place Bolivar (Bolivarplaats) et du Palais de Justice.